# Corriol de Leschenault

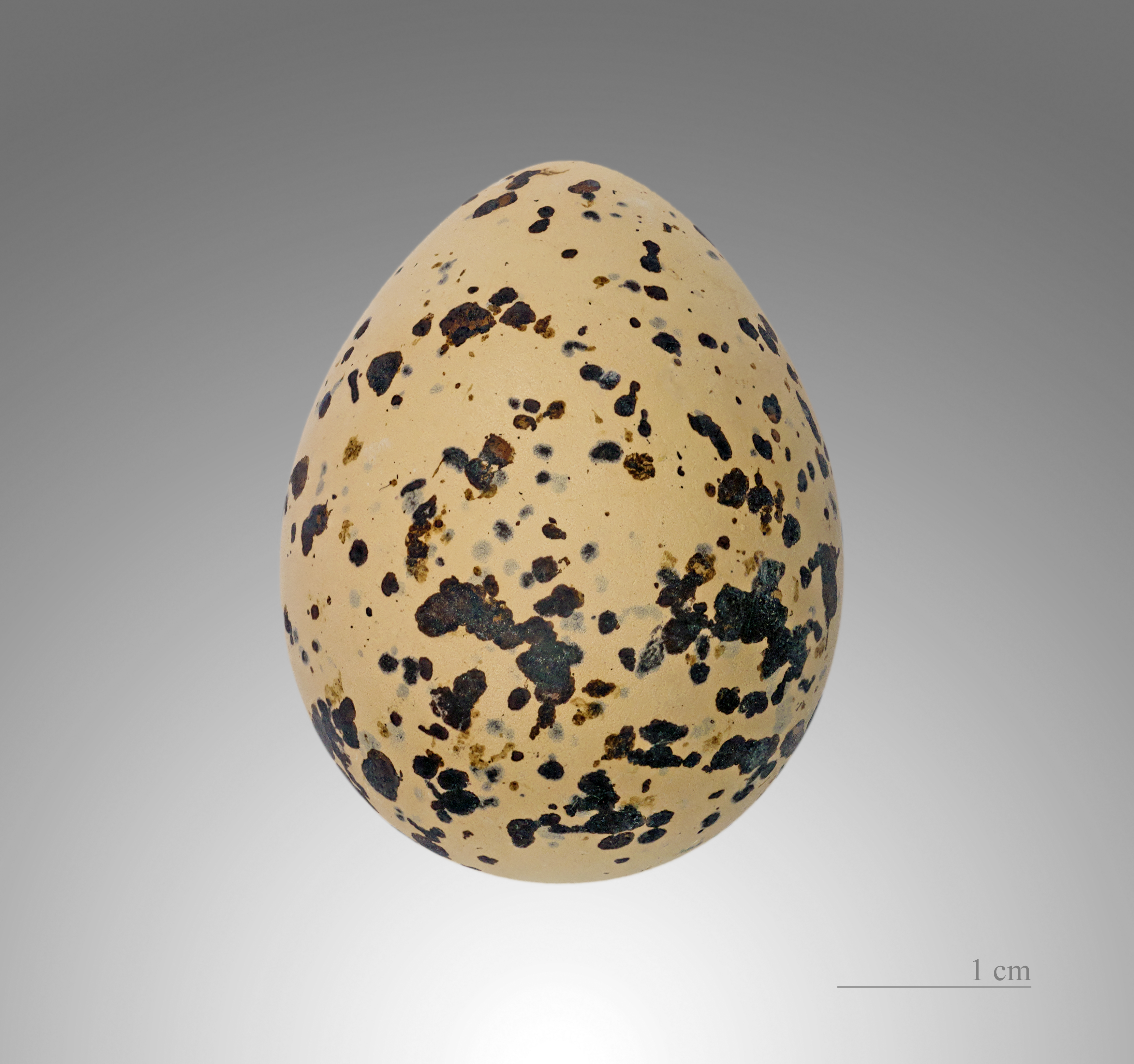
Charadrius leschenaultii

El corriol de Leschenault (Anarhynchus leschenaultii) és una espècie d'ocell de la família dels caràdrids (Charadriidae) que habita vores de rius i llacs, zones de pedra pelada i estepes àrides de l'Àsia central, a Turquia, Pròxim Orient, i des de la vora oriental de la mar Càspia fins al nord de la Xina i Mongòlia. En hivern es desplacen fins a les costes d'Àfrica oriental, Àsia meridional, Filipines, Indonèsia i Austràlia.